# Cerzat
Cerzat település Franciaországban, Haute-Loire megyében. Lakosainak száma 212 fő (2022. január 1.). Cerzat Aubazat, Chilhac, Couteuges, Mazeyrat-d’Allier és Saint-Privat-du-Dragon községekkel határos.

## Népesség
A település népességének változása:
| Lakosok száma | 226  | 184  | 193  | 195  | 203  | 206  | 209  | 209  | 207  | 212  |
|               | 1968 | 1982 | 1990 | 2006 | 2013 | 2015 | 2017 | 2019 | 2020 | 2022 |